# Fritz Hofmann (Schriftsteller)
Fritz Hofmann (* 15. September 1928 in Leipzig) ist ein deutscher Schriftsteller, Herausgeber und Verlagslektor.

## Leben
Der 1928 in Leipzig geborene Fritz Hofmann besuchte die Mittelschule. Im Zweiten Weltkrieg war er Luftwaffenhelfer. Nach Kriegsende wurde er in der sowjetischen Besatzungszone als Lehrkraft eingesetzt. Er besuchte eine Vorstudienanstalt, dem Vorläufer der Arbeiter-und-Bauern-Fakultät, und absolvierte ein Studium der Geschichte und Germanistik in Leipzig von 1948 bis 1952. Danach wurde er Verlagslektor beim Berliner Aufbau-Verlag. Seine publizistische und editorische Arbeit setzte der Sachse ab 1978 an seinem neuen Lebensmittelpunkt Berlin freischaffend fort.
Ein spezielles Interesse hegte er für die Satire. Er gab Satiren heraus und schrieb selbst welche bis hin zu einer Glosse über „Satire“. Seine erste Buchveröffentlichung, der Roman Die Erbschaft des Generals über den Umgang mit einer Raubgut-Hinterlassenschaft, wurde ins Polnische, Bulgarische und Tschechische übersetzt. 1988/1989 wurde seine Erzählung Treffen in Travers mit Hermann Beyer, Corinna Harfouch und Uwe Kockisch in den Hauptrollen unter der Regie von Michael Gwisdek verfilmt.

## Rezeption
Die Tätigkeit als Verlagslektor habe ihn – wie es in einer Rezension hieß – „an der deutschen Sprache geschult“, was in den eigenen Werken seinen Ausdruck finde. Seine Beobachtungen, Impressionen und Reflexionen seien „in einem präzisen, biegsamen Deutsch vorgetragen“. Ambivalenter hieß es in einer anderen Rezension, die Sprache sei zwar „äußerst geschliffen“, jedoch gebe es auch stilistisch „gewundene“, aus sozialistischer Sicht unangemessen „wertungsfreie“, unnötig verklausulierte bis hin zu „quälend umständlich“ erzählte Passagen. In den Satiren seien seine Stilmittel wiederum zielführend. Ein weiterer Rezensent schrieb, es liege eine „klare, handfeste Sprache“ vor, eine Intellektualisierung werde „sorgfältig vermieden“, jedoch stehe der „erzähltechnischen Virtuosität auf der einen Seite“ bei den Figurenzeichnungen bisweilen ein Verfallen ins Klischee gegenüber.
Zum Roman Die Erbschaft des Generals bemerkte Martin Straub im Neuen Deutschland, dass der Held eine vielschichtige und widersprüchliche Entwicklung durchlaufe, was beim Leser Vergnügen und Nachdenken zugleich hervorrufe. Bestimmte Einsichten des Helden seien ungenügend vorbereitet worden, zu weitschweifig dagegen seien unwichtigere Passagen geraten, die sich deshalb gewissermaßen verselbständigen würden. Hervorzuheben sei die „lebendige und kräftige Sprache“. Im Sonntag meinte Günter Ebert die Ambitioniertheit des Textes werde durch die „überzogen reflektive Sicht“ des Ich-Erzählers, die das Erzählerische verderbe, getrübt.
Das Drehbuch, das er für den Fernsehfilm Ein Bild von einem Mann verfasst hatte, konnte ebenfalls nicht voll überzeugen. Volker Weidhaas von der Berliner Zeitung fand die Debütarbeit „halbherzig.“ Er sah „eine biedere Dreiecksgeschichte, eine neckische Romanze“, belanglos angesichts der „Bescheidenheit des Problemansatzes“ und vertanem Konfliktpotential. Henryk Goldberg vom Neuen Deutschland fand, dem Film habe „ein geistiges, organisierendes Zentrum“ gefehlt. Er führte in seiner Fernsehkritik aus: „Der Stoff bot eine interessante Möglichkeit, die Beziehungen von Künstlern und Arbeitern gleichsam vor Ort auszuloten, hätte ein Diskussionsbeitrag sein können zum Gegenstand der Kunst, zu ihrer Wirklichkeitsbeziehung. […] Was Fritz Hofmann aufschrieb, war eher die Skizze einer Geschichte, als die Geschichte selbst. Probleme wurden unvermittelt, unvorbereitet, in kurzen Szenen angerissen, aber nicht ausgeführt, behauptet überdies mehr als gestaltet. Die Dialoge gaben kaum Möglichkeiten, das unverwechselbare Profil von Menschen zu zeichnen.“

## Veröffentlichungen

### Werke
- Die Erbschaft des Generals (= Edition Neue Texte). Aufbau-Verlag, Berlin/Weimar 1972.
  - Polnische Ausgabe: Spadek po generale. Państwowy Instytut Wydawniczy, Warszawa 1974.
  - Bulgarische Ausgabe: Štastlivijat naslednik. Izdatelstvo Christo G. Danov, Plovdiv 1974.
  - Tschechische Ausgabe: Dědictví po generálovi. Svoboda, Prag 1975.
- Himmelfahrt nach Hohenstein. Geschichten (= Edition Neue Texte). Aufbau-Verlag, Berlin/Weimar 1977.
- Kurschatten. Geschichten. Mit Illustrationen von Ellen Willnow. Aufbau-Verlag, Berlin/Weimar 1981.
- Egon Erwin Kisch. Der rasende Reporter. Biografie von Fritz Hofmann. Verlag Neues Leben, Berlin 1988, ISBN 3-355-00361-1.
- Der Spieler und andere Begegnungen. Greifenverlag, Rudolstadt/Berlin 2010, ISBN 978-3-86939-406-0.

### Buchbeiträge (Auswahl)
- Buddenbrooks. Verfall einer Familie / Der Zauberberg. In: Das erzählerische Werk Thomas Manns. Entstehungsgeschichte, Quellen, Wirkung. Aufbau-Verlag, Berlin/Weimar 1976, S. 9–59 / 108–171.

### Anthologie-Herausgaben (Auswahl)
- Über die großen Städte. Gedichte 1885–1967. Herausgegeben von Fritz Hofmann, Joachim Schreck, Manfred Wolter, unter Mitarbeit von Bernd Jentzsch. Nachwort Fritz Hofmann. Aufbau-Verlag, Berlin/Weimar 1968.
- Mensch auf der Grenze. Fünfundzwanzig Erzählungen aus dem antifaschistischen Exil. Herausgegeben und mit einem Nachwort versehen von Fritz Hofmann. Mit zeitgenössischen Grafiken. Verlag der Nation, Berlin 1981.
- Phantom der Angst. 33 Erzählungen aus Deutschland und Österreich 1933–1945. 2 Bände. Herausgegeben und mit einem Nachwort versehen von Fritz Hofmann. Mit 76 zeitgenössischen Grafiken, ausgewählt von Bruno Brandl. Verlag der Nation, Berlin 1987, Band 1 ISBN 3-373-00279-6, Band 3 ISBN 3-373-00281-8. ISBN gesamt 3-373-00051-3.

### Werkausgaben-Herausgaben (Auswahl)
- Carl Sternheim: Gesammelte Werke in sechs Bänden. Aufbau-Verlag, Berlin/Weimar 1963–1968.
- Nelly Sachs: Landschaft aus Schreien. Ausgewählte Gedichte. Auswahl und Nachwort Fritz Hofmann. Aufbau-Verlag, Berlin/Weimar 1966.
- Egon Erwin Kisch: Gesammelte Werke in Einzelausgaben. Herausgegeben von Bodo Uhse und Gisela Kisch, fortgeführt von Fritz Hofmann und Josef Polacek. Aufbau-Verlag, Berlin/Weimar 1969–1987.
- Bertolt Brecht: Werke in fünf Bänden. Herausgegeben von Werner Mittenzwei unter Mitarbeit von Fritz Hofmann. Aufbau-Verlag, Berlin/Weimar 1973.
- Thomas Mann: Romane und Erzählungen. Aufbau-Verlag, Berlin/Weimar 1974.
- Thomas Mann: 1875–1955. Auszüge aus Briefen und Aufsätzen. Schriftsteller der DDR über Thomas Mann. Zusammengestellt von Fritz Hofmann. Kulturbund der DDR, Berlin 1975.

### Vor- und Nachworte (Auswahl)
- Rudolf Walbiner: Mit Spott gegen Kaiser und Reich. Verse gegen den deutschen Militarismus (= Satiren-Reihe). Auswahl von Rudolf Walbiner. Mit einem Nachwort von Fritz Hofmann, Vignetten und Einbandentwurf von Werner Klemke. Rütten & Loening, Berlin 1971.
- Bertolt Brecht: Brecht. Ein Lesebuch für unsere Zeit (= Lesebücher für unsere Zeit). Textauswahl von Elisabeth Hauptmann und Benno Slupianek. Einleitung von Fritz Hofmann. 11., überarbeitete Auflage. Aufbau-Verlag, Berlin/Weimar 1976 (Hofmanns Beitrag erst ab 11. Auflage).

## Verfilmungen
- Treffen in Travers. DEFA, 1989. Regie Michael Gwisdek. Nach der Erzählung Treffen in Travers aus Himmelfahrt nach Hohenstein, S. 131–183.

## Drehbücher
- Ein Bild von einem Mann. Fernsehfilm, DDR 1, Erstausstrahlung 2. Mai 1982.